# Bir Tawil
Bir Tawil o Bi'r Tawīl (بيرطويل în arabă; Bi'r o بير ), este o zonă de 2060 km² de-a lungul graniței dintre Egipt și Sudan. Această zonă este numită și «Triunghiul Bir Tawil», în ciuda formei sale trapezoidale, cu baza mare în Nord-ul cercului de latitudine 22º N. Este unica zonă unde granița administrativă din 1902 intre cele două țări s-a trasat în sudul graniței politice din 1899. Această zonă are între 46 km (în Sud) și 95 km (in Nord) de lungime de la Est la Vest, între 26 și 31 kilometri de lățime de la Nord la Sud, și un total de 2060 km² de suprafață. Zona a fost sub administrarea Egipt-ului în 1902, deoarece era teritoriul tribului ababda, în apropiere de Assuan, Egipt.

Hartă simplificată care prezintă pretențiile teritoriale ale Egiptului (galben și verde), cele ale Sudanului (albastru și verde), Triunghiul Hala'ib (verde) și Bir Tawil (zona albă dintre Egipt și Sudan)

În același timp, Triunghiul Hala'ib  în nord-estul acestei zone, a fost sub administrarea Sudan-ului, datorită faptului că triburile care locuiau teritoriul proveneau din această țară.
Egipt-ul afirmă ca granița originală din 1899, cercul de latitudine 22º, ar plasa Triunghiul Hala'ib în teritoriul său și zona Bir Tawil în teritoriul Sudan-ului. În schimb, Sudan, bazându-se pe granița administrativă din 1902, afirmă că Hala'ib este teritoriul Sudan-ului și zona Bir Tawil se află în teritoriul Egipt-ului. În rezumat, ambele națiuni asigură că Triunghiul Hala'ib le aparțin și Bir Tawil nu. Nu există o bază în drepturile internaționale pentru a proclama Sudan-ul sau Egipt-ul ca proprietar al acestor teritorii.
Centenara dispută a graniței între Egipt și Sudan a lăsat zona Bir Tawil ca unica regiune considerată terra nullius, dincolo de Pământul Marie Byrd, în Antarctica.